# Maerua linearis
Maerua linearis là một loài thực vật có hoa trong họ Capparaceae. Loài này được (DC.) Pax mô tả khoa học đầu tiên năm 1891.